# Église Saint-Jean de Gdańsk

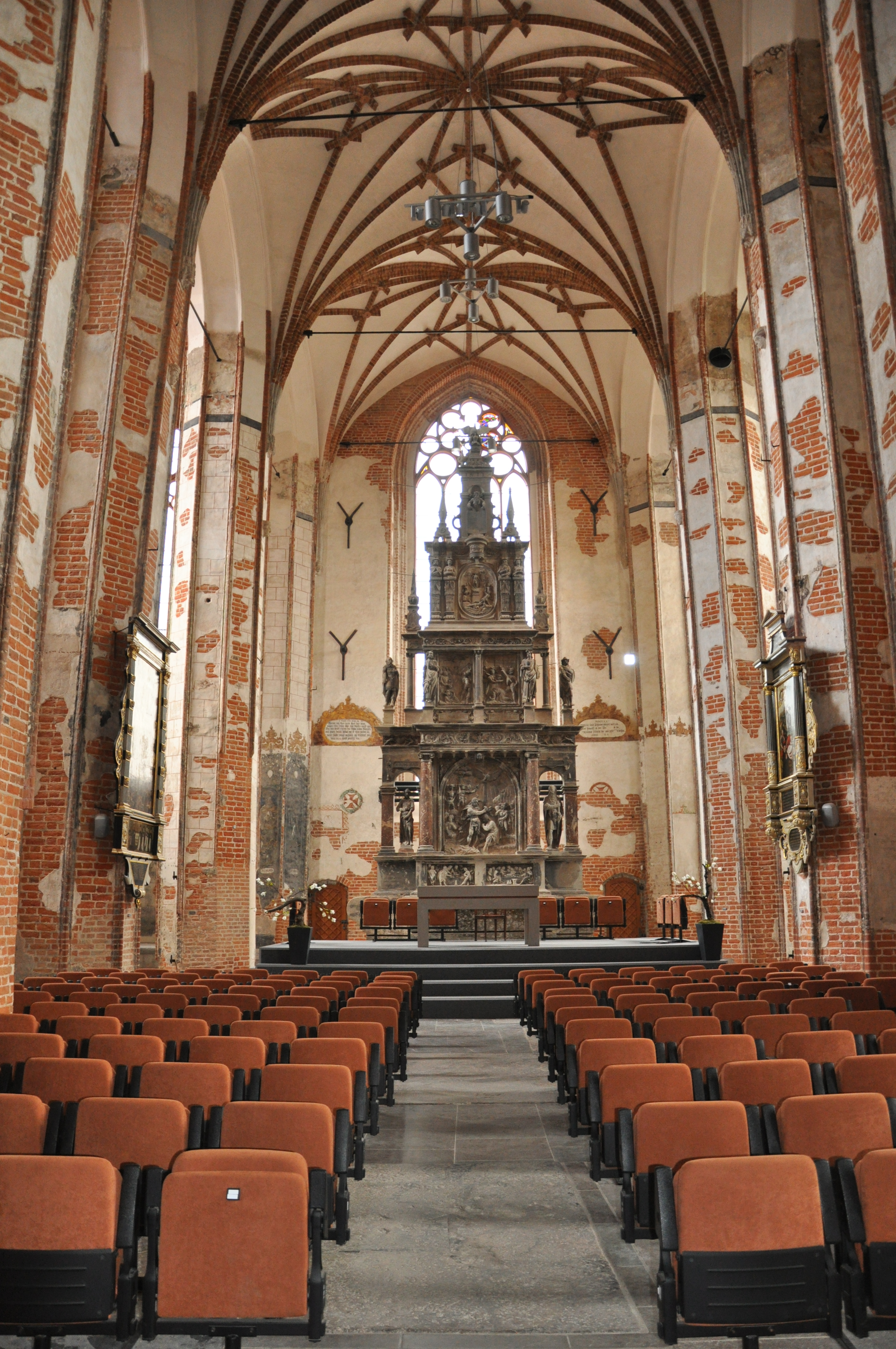
Nef principale

L'Église Saint-Jean de Gdansk est une église gothique, autrefois église paroissiale, située dans la ville principale de Gdańsk, en Pologne.
Elle est l'un des monuments les plus précieux de la ville.

## Histoire
La première mention de l'existence d'une petite chapelle dédiée à Saint-Jean date de 1358.
À partir de 1360 environ, la construction d'un temple à trois nefs a débuté, elle fut achevée au début du XVe siècle, mais il restait de la place pour la tour, dont la construction était prévue plus tard. En 1415, commence la reconstruction du corps oriental : un nouveau chœur et un transept ont été construits. La construction d'une tour commença, mais fut interrompue par l'interdiction émise en 1453 par l'Ordre Teutonique d'ériger des bâtiments aussi hauts à proximité du château.
La construction des voûtes et de la tour fut achevée pendant la guerre de Treize Ans. C'est alors que l'Église reçut la forme dans laquelle elle existe encore aujourd'hui.
En 1456, après le retour de Gdańsk à la Pologne, l'évêque de Kujawy, Jan Gruszczyński, divisa la ville en 6 paroisses, l'église devenant alors église paroissiale. Dans les années 1463-1465, l'église reçut des voûtes nervurées.
En 1679, d'immenses contreforts furent placés sur le mur oriental, s'écartant de la verticale de près d'un mètre, pour le sauver de l'effondrement. La structure fut renforcée à plusieurs reprises. Vers 1650, deux maisons baroques apparaissent du côté sud du presbytère. Le sacristain vivait dans l'un d'eux et les diaconesses luthériennes vivaient dans l'autre. Ces maisons, détruites en 1945, furent rebâties en 2009-2010.

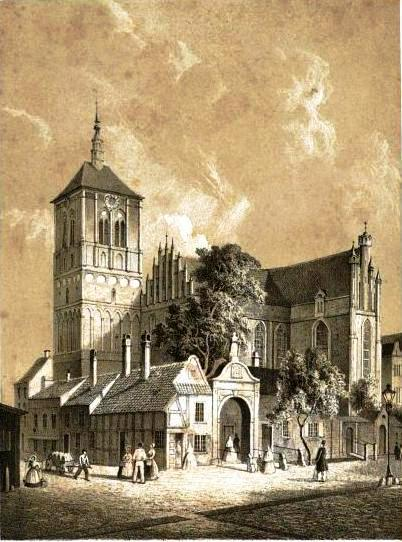
Vue d'archives

En 1823, la tourelle fut démolie et endommagée en 1807 lors du siège de la ville (la tourelle reconstruite fut de nouveau posée sur le toit au printemps 2012).
En mars 1945, l'église brûla. La charpente, le toit, les fenêtres et le plancher ont été détruits, la structure a été endommagée, ainsi que les deux immeubles d'habitation baroques situés sur le mur sud du presbytère. Après la fin des hostilités, l'église incendiée a été recouverte d'un toit et ses précieuses voûtes ont été sécurisées. L'édifice lui-même était destiné à devenir un musée lapidaire. À l’intérieur, des fragments de sculptures trouvés dans les ruines ont été stockés et, après identification, ont été utilisés pour reconstruire la vieille ville de Gdańsk. L'église n'a cependant pas été incluse dans le projet de reconstruction du chef-lieu.
La plupart de son mobilier a été transféré à l'église Sainte-Marie de Gdańsk. L'église n'a pas été reprise à des fins religieuses après la guerre, elle est tombée en ruine pendant de nombreuses années et a parfois été utilisée comme décor pour des films de guerre, à la suite de quoi elle s'est délabrée toujours davantage.
En 1960, la communauté évangélique abandonna la propriété de l'édifice.
À la fin des années 1960 la tour a été reconstruite. De 1965 à 1985, les piliers furent renforcés. Dans les années 1980 les voûtes ont été reconstruites.
Depuis le début des années 1990, le diocèse de Gdańsk peut utiliser l'église les dimanches et jours fériés - des messes ont lieu régulièrement depuis l'automne 1998. La liturgie est célébrée en cachoube et en polonais. En 1991, l'église a été officiellement cédée au diocèse de Gdańsk, qui l'a louée en 1995 pour 50 ans au Centre culturel de la mer Baltique.
En 1996, la rénovation de l'église débute, et, dans les décombres, de nombreux fragments de maçonnerie, de décorations intérieures, de pierres tombales, des centaines de pièces de monnaie de l'époque des chevaliers teutoniques et même des polychromies gothiques du XVIe siècle ont été retrouvés.
Le 11 novembre 2005, le tableau La Cène de Maciej Świeszewski a été dévoilé, ce qui était un événement accompagnant l'Aréopage 2005. Le vernissage a rassemblé 2500 personnes.
En 2006, l'intérieur sombre et écrasant de l'église a servi de décor à des représentations théâtrales lors du 10e Festival Shakespeare .

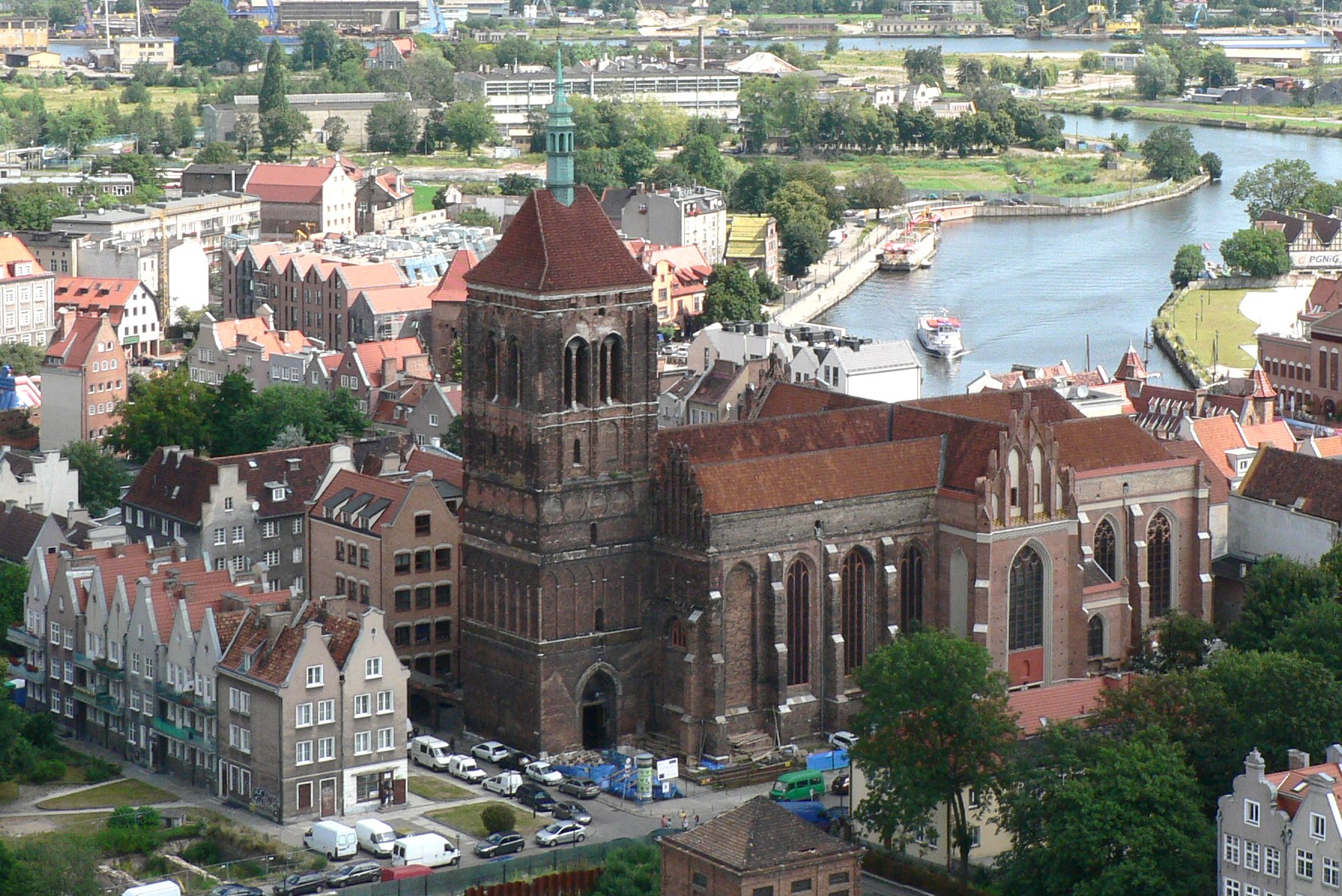
Église et ses abords, 2009

La rénovation de l'église a été achevée en 2012, et celle ci alors ouverte aux visiteurs. En octobre 2012, une horloge reconstituée à 4 cadrans d'un diamètre de plus de 4 mètres a été placée sur la tour. Lors de travaux de conservation en 2012, des polychromies médiévales ont été découvertes. En 2017, la façade est a été rénovée, et en 2019, la rénovation du maître-autel achevée. Le petit orgue construit par Johann Rhode en 1761, détruit pendant la guerre, a été reconstruit en 2020,.
Il y a toujours une recherche constante de petits éléments décoratifs disparus après 1945, parmi lesquels : un heurtoir en forme de tête de lion provenant de la porte gothique menant à l'ancienne sacristie (chapelle actuelle).

## Galerie

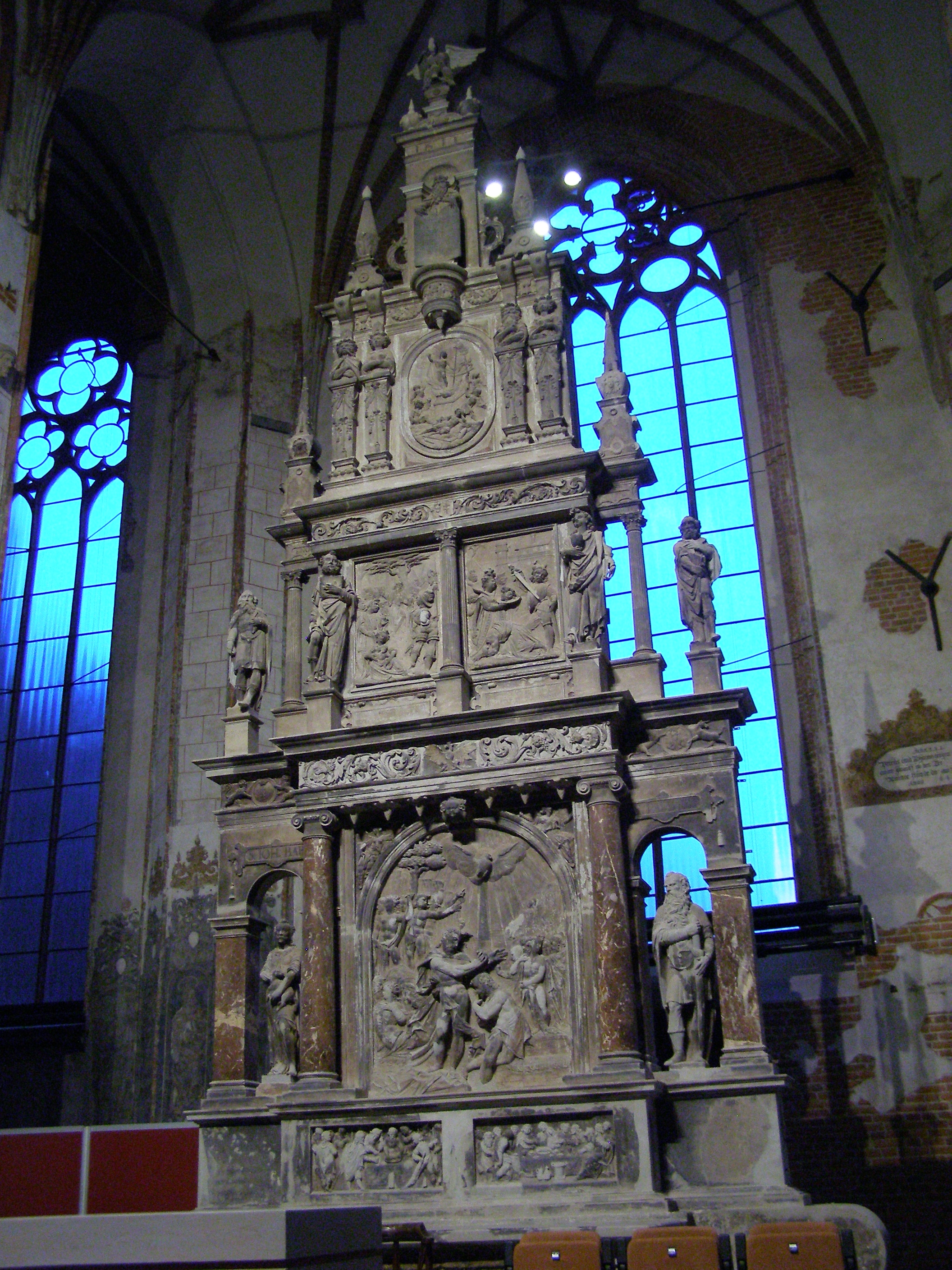
Maître-autel
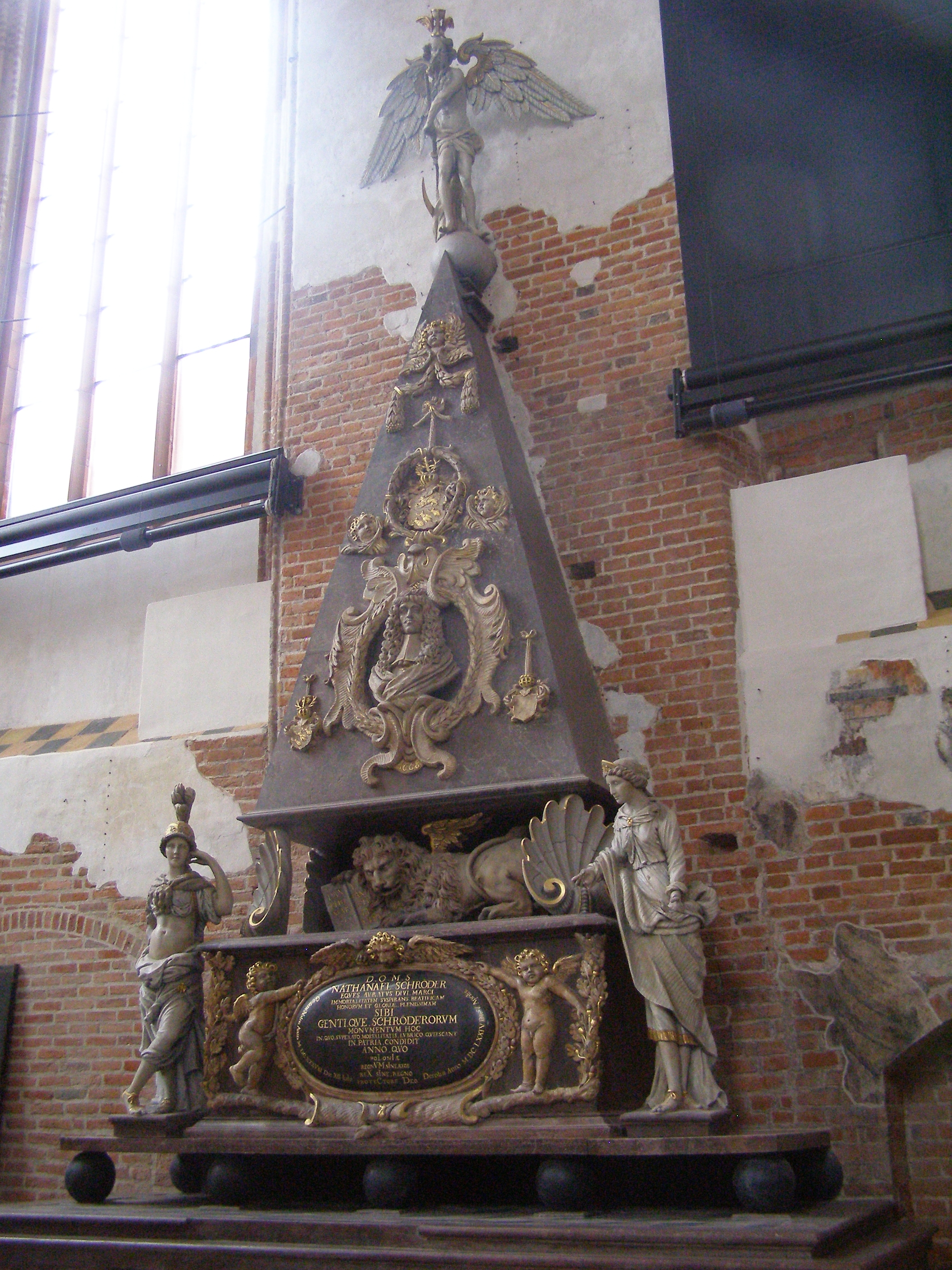
Pierre tombale de Nathanaël Schröder
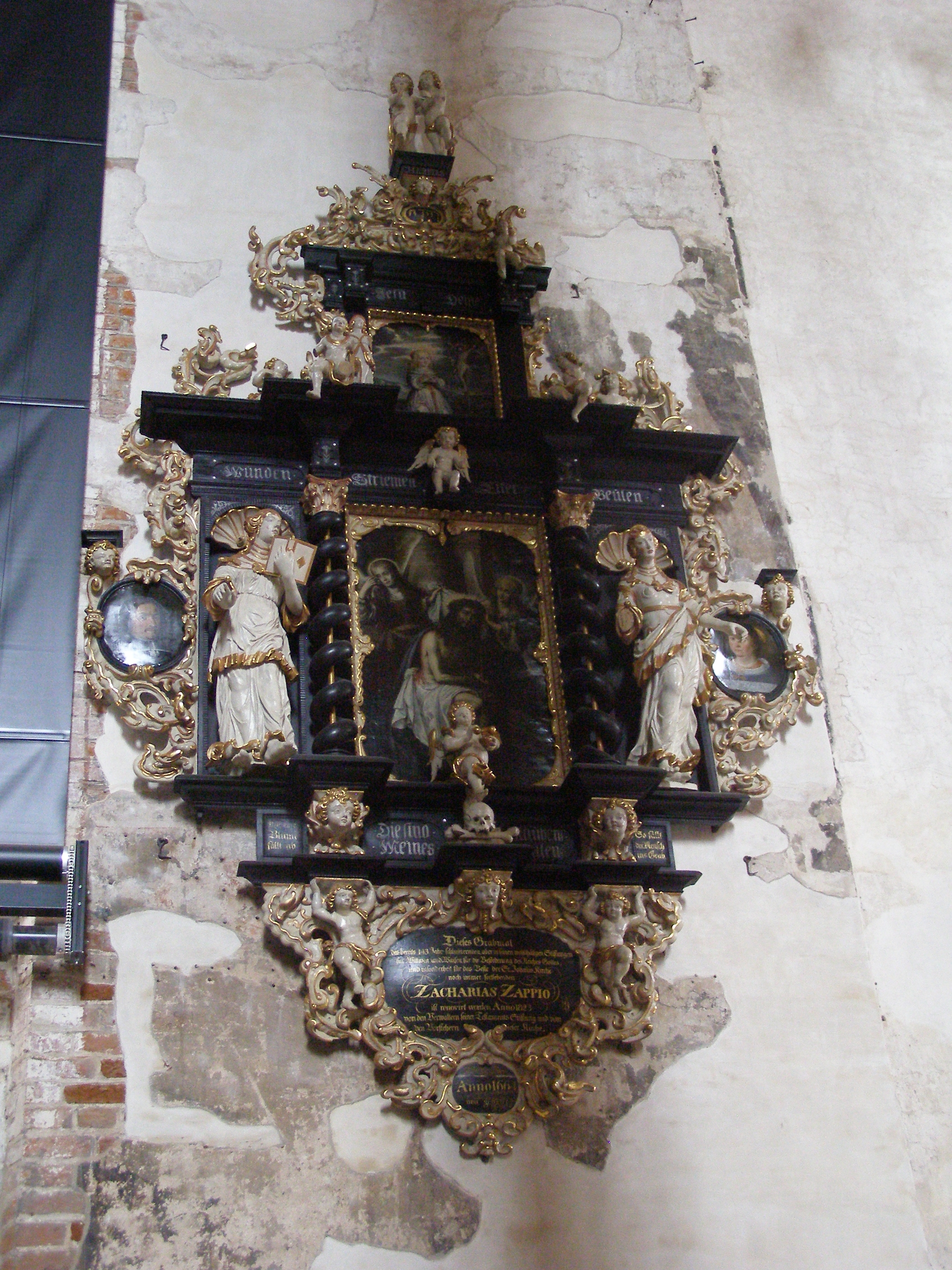
Épitaphe d'Adelgunda Zappio
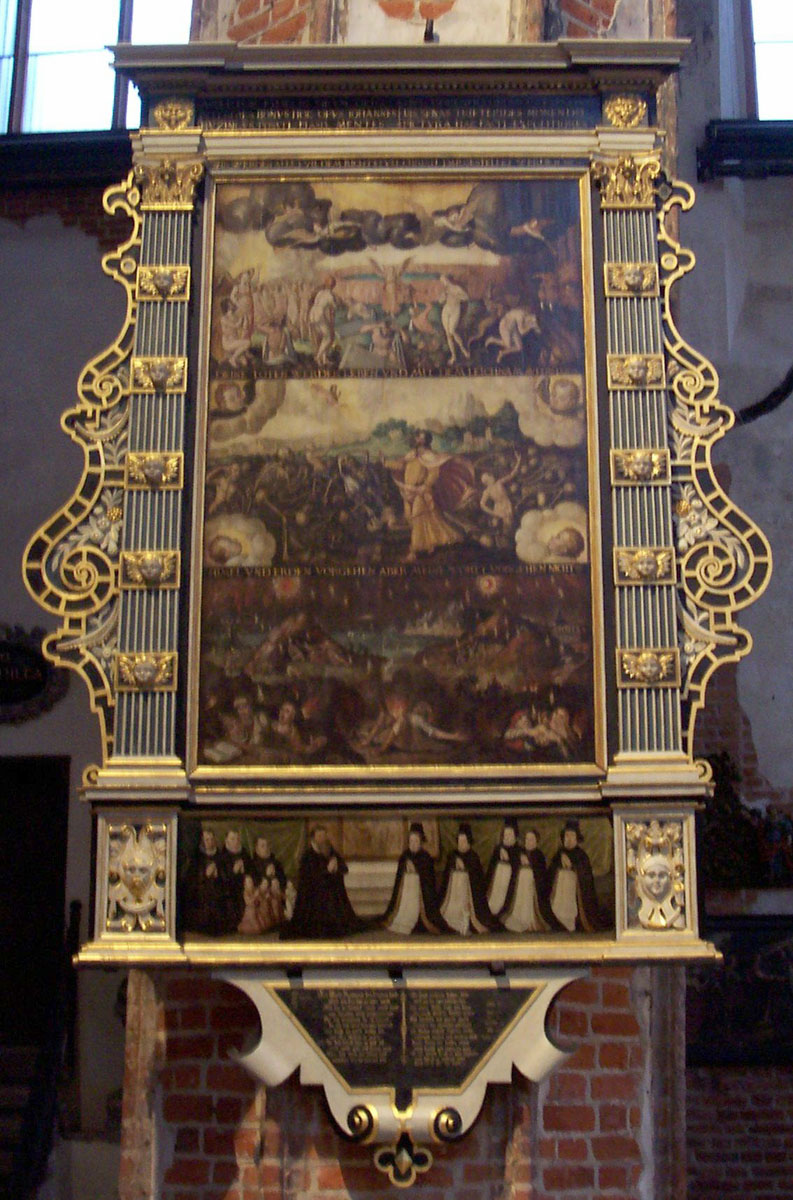
Épitaphe de Johann Hutzing
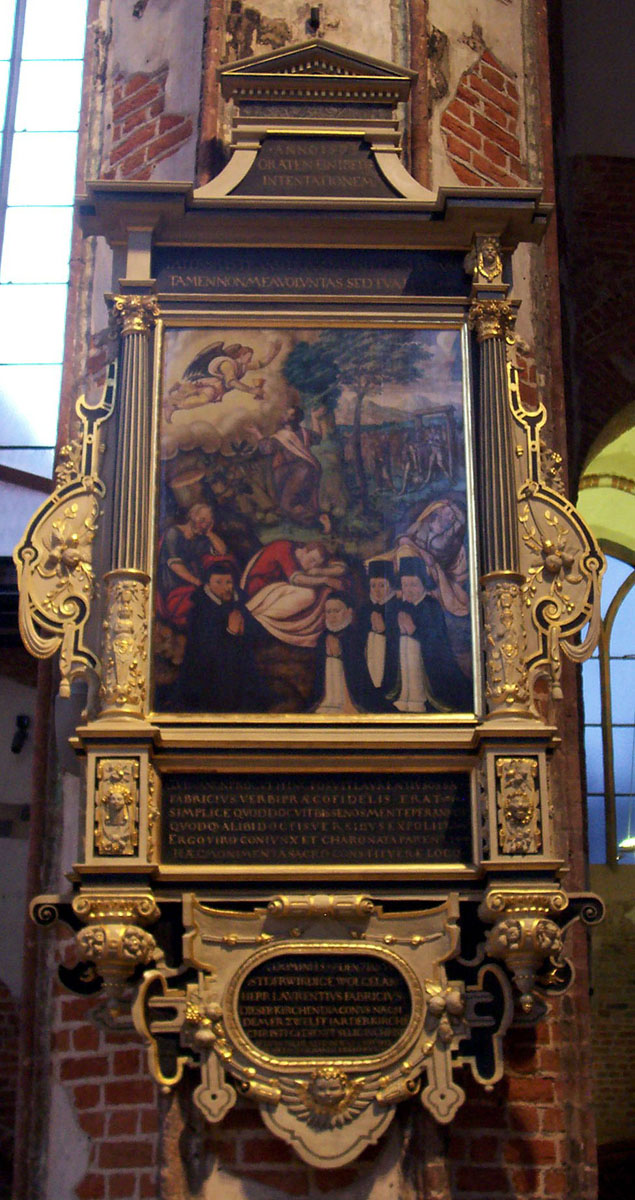
Épitaphe de Lorenzo Fabricius
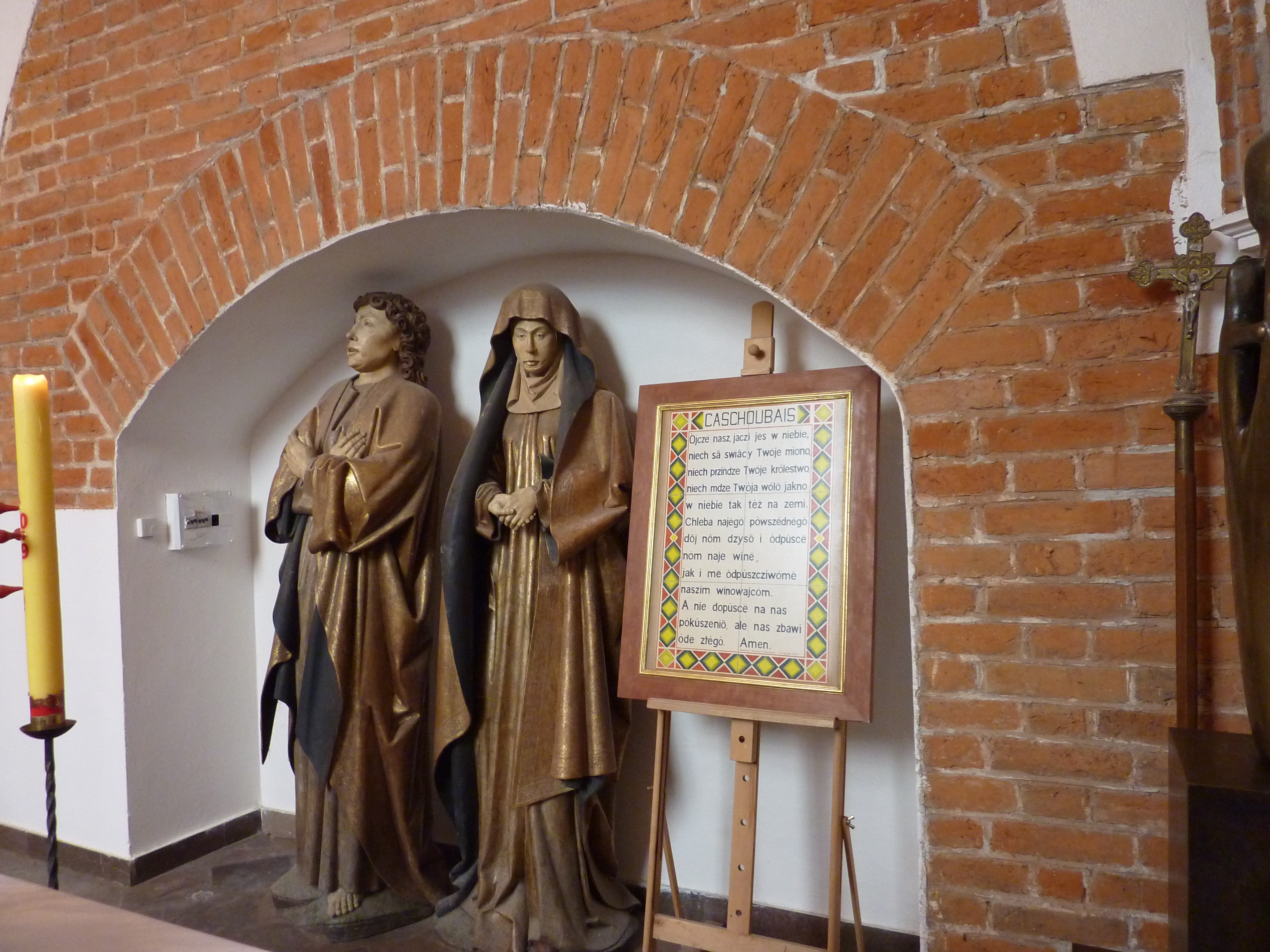
Figures de la Vierge Marie et de Saint Jean depuis le jubé de l'église